# Cotronei
Cotronei (IPA: [kotroˈnɛi], Cutrunii in dialetto cotronellaro, Kutrunèi in greco bizantino) è un comune italiano di 5 128 abitanti della provincia di Crotone in Calabria.

## Geografia fisica
Nel territorio di Cotronei, caratterizzato dalla presenza di pini secolari, abeti e betulle, si trova il lago Ampollino. Il territorio è compreso tra 145 e 1665 metri s.l.m. L'altitudine massima coincide con la cima del Timpone della Guardiola.

## Origini del nome
Il toponimo Cotronei sarebbe una declinazione al genitivo del termine Cotrone, antica denominazione dell'odierna Crotone. Letteralmente, Cotronei significherebbe pertanto "di Crotone".

## Storia
Nonostante la presenza di caverne sul territorio cotronellare potrebbe far pensare a un'origine antica, le origini di Cotronei risalgono con alta probabilità al periodo medievale. Nello specifico, alcuni studiosi attribuiscono la costruzione di Cotronei alla necessità degli abitanti di Cotrone di avere un avamposto di controllo e segnalazione in caso di un'invasione dalla terra, fondazione che altri studiosi datano al XIII secolo.
Durante il fascismo, la realizzazione della centrale idroelettrica di Timpagrande diede un forte impulso alla crescita di Cotronei rispetto ai comuni limitrofi.
Il Cantante degli Aerosmith, Steven Tyler ha origini del suddetto paese.

## Società

### Evoluzione demografica
Abitanti censiti

## Economia
L'economia si basa sulla centrale elettrica oppure nelle cliniche che forniscono lavoro a centinaia di persone

## Infrastrutture e trasporti
Cotronei è attraversata dalla Strada provinciale 61 Trepidò.

## Amministrazione
| Periodo          | Periodo          | Primo cittadino         | Partito                              | Carica                    | Note  |
| ---------------- | ---------------- | ----------------------- | ------------------------------------ | ------------------------- | ----- |
| 6 giugno 1993    | 20 novembre 1994 | Santino Altimari        | Partito Democratico della Sinistra   | sindaco                   |       |
| 20 novembre 1994 | 29 novembre 1998 | Santino Altimari        | Partito Democratico della Sinistra   | sindaco                   |       |
| 29 novembre 1998 | 26 maggio 2003   | Pietro Giovanni Secreti | Democratici di Sinistra              | sindaco                   |       |
| 26 maggio 2003   | 30 aprile 2005   | Pietro Giovanni Secreti | lista civica di centro-sinistra      | sindaco                   |       |
| 30 aprile 2005   | 29 maggio 2006   |                         |                                      | commissario straordinario |       |
| 29 maggio 2006   | 16 maggio 2011   | Mario Scavelli          | lista civica "Insieme"               | sindaco                   |       |
| 16 maggio 2011   | 5 giugno 2016    | Nicola Belcastro        | lista civica "Cotronei Domani"       | sindaco                   |       |
| 5 giugno 2016    | 5 ottobre 2021   | Nicola Belcastro        | lista civica "Cotronei in Movimento" | sindaco                   | [ 7 ] |
| 5 ottobre 2021   | in carica        | Antonio Ammirati        | lista civica "Cotronei 2030"         | sindaco                   |       |

## Sport

### Calcio
A Cotronei esistono ben cinque squadre di calcio; presenza notevole, considerato il numero di abitanti.
La principale squadra di calcio della città è l'A.S.D. Cotronei 1994: nata nel 1994, milita nel campionato di promozione. I colori sociali sono il giallo e il rosso.
L'altra squadra di calcio della città è l'A.S. Calcio Cotronei 1962, che milita nel girone C di Seconda Categoria calabrese grazie alla vittoria ottenuta il 18 maggio 2014 al Comunale di Cotronei contro la Castellese.
Ci sono tre squadre che partecipano al Campionato Amatori e, in ordine di fondazione, sono: Amatori Cotronei Calcio, Longobarda Calcio e T.V. Cotronei.
Inoltre, da far presente è pure la ricca presenza di squadre nei vari settori giovanili: primi calci, esordienti, giovanissimi e allievi.

### Sport invernali
Nella frazione di Trepidò si trova il villaggio Palumbo, ove si trovano impianti di risalita per gli sport invernali, una pista di bob e un palaghiaccio.

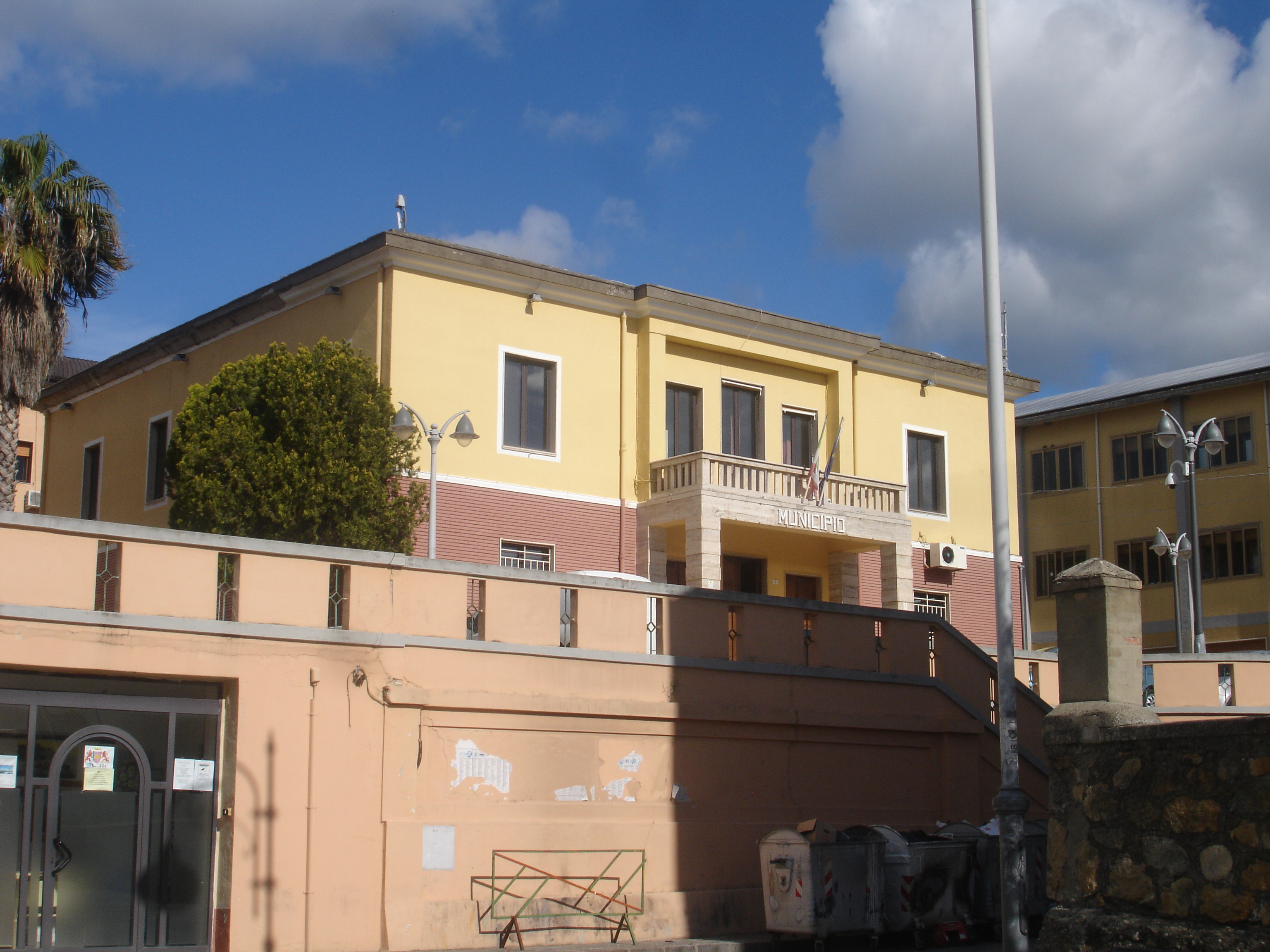
Il municipio.